# Церква Воздвиження Чесного Хреста (Угринів)
Церква Воздвиження Чесного Хреста — чинна мурована церква у селі Угринів на Горохівщині. Пам'ятка архітектури місцевого значення (охоронний №137-м). Парафія Воздвиження хреста Господнього належить до Православної церкви України. Престольне свято — 27 вересня. До парафії Воздвиження хреста Господнього також належить новозбудована церква святої великомучениці Варвари у с. Угринів, яку парафіяни освятили у 2017 році.

## Історія
У XVII столітті в селі була дерев'яна церква Воздвиження Чесного Хреста. На її місці було збудовано та освячено нову муровану церкву в 1854 році, про що свідчить напис на іконостасі, який виготовили у 1858–1868 роках. 
У 1925-1926 роках церкву було відремонтовано, дах перекрили бляхою.
Під час радянської окупації, у 1961 році, комуністичною владою церкву було закрито, та перетворено під колгоспну комору. 
Богослужіння у церкві були відновлені 2 вересня 1989 року.

### Перехід з УПЦ МП до УПЦ КП
У зв'язку з Революцією гідності та російською збройною агресією, церковна громада Воздвиження Чесного Хреста 23 жовтня 2014 року залишила Московський Патріархат, та увійшла до Української Православної Церкви Київського патріархату. 